# Albert Ledoux
 (juin 2012).
Si vous disposez d'ouvrages ou d'articles de référence ou si vous connaissez des sites web de qualité traitant du thème abordé ici, merci de compléter l'article en donnant les références utiles à sa vérifiabilité et en les liant à la section « Notes et références ».
Pour les articles homonymes, voir Ledoux.
Albert Ledoux, né le 5 juin 1901 à Sheffield (Angleterre) et mort en avril 1988 à Paris, est un diplomate et homme politique français.
Il est le premier diplomate en poste à se rallier, début août 1940, au général de Gaulle. Il fut son "représentant personnel" pour l'Amérique du Sud de 1940 à 1944.

## Biographie
Albert Ledoux est issu de la grande bourgeoisie protestante, il est le petit-fils de Charles Ledoux (fondateur en 1881 avec la famille Rothschild de la Société minière et métallurgique de Peñarroya, devenue Metaleurop). Il est le frère de Francis Ledoux, traducteur d'œuvres de Tolkien et de Charles Dickens, et le grand-père de Bruno Ledoux, actionnaire de référence du journal Libération.
Diplômé de l’École des hautes études commerciales de Paris (HEC) et reçu au concours des Affaires étrangères (avant la création de l'École nationale d'administration), il entre dans la carrière diplomatique comme attaché d'ambassade à Constantinople en 1927, puis devient Secrétaire à Rio de Janeiro et Athènes.
À son retour en France, en 1930, rédacteur à l'Administration centrale (sous-direction d'Amérique), il quitte ce poste en 1932 pour occuper successivement les fonctions de Secrétaire à Madrid, Bruxelles et Montevideo.
D'après le mémorandum annexé à la dépêche de la Légation britannique à Montevideo (no 61), dès le 5 juillet 1940, soit 15 jours à peine après l'Appel du 18 juin, il prend contact avec Londres par l'intermédiaire du ministre anglais Sir Eugen Millington-Drake (en) et se dit « prêt à être le représentant du général à Montevideo », devenant ainsi le premier diplomate français en poste à se rallier au général de Gaulle. Le gouvernement anglais appuie la démarche et « demande une solution rapide de cette question ».
Le 19 août 1940, il reçoit une réponse affirmative du Général. Le 9 octobre 1940, sa mission est définie comme "représentant du général de Gaulle dans ses relations avec le comité franco-uruguyen pour la France libre".
Le 12 octobre 1940, Albert Ledoux donne officiellement sa démission par un télégramme au Département, dans lequel il expose les raisons qui l'ont poussé à ce choix : après avoir pris connaissance dans la presse locale du message du maréchal Pétain dans lequel étaient exposées les grandes lignes du nouveau régime politique et économique sous lequel allait vivre la France et le programme de politique extérieure, il ne lui était plus possible « de représenter le gouvernement sans faire preuve de déloyauté à son égard ». Cette démission du premier diplomate français en poste à l'étranger eut un grand retentissement en Amérique du Sud.
Le 28 décembre 1940, le général de Gaulle, par courrier manuscrit, étendant la mission, lui exprime le souhait d'avoir pour l'ensemble des États d'Amérique du Sud une représentation personnelle, indépendante des comités. « Je me propose de vous confier cette représentation dans laquelle vous seriez secondé, pour les questions économiques et financières, par Raux (Étienne), ancien attaché commercial au Pérou ».
Le 9 janvier 1941, un télégramme de Londres, adressés aux présidents des Comités de l'Uruguay, du Brésil, de l'Équateur, du Pérou, de la Colombie, du Venezuela, de la Bolivie, du Paraguay, du Chili, du Mexique et des États-Unis les informe de la nomination d'Albert Ledoux, ancien chargé d'affaires à Montevideo, comme « représentant personnel du général de Gaulle pour l'ensemble des États de l'Amérique du Sud avec résidence à Montevideo, Venezuela et Colombie exceptés », créant ainsi le tout premier embryon de ministère des Affaires étrangères du gouvernement français dissident en exil. Cette nouvelle fonction, indépendante des comités et directement rattachée à la personne du général, oblige ce dernier à des recadrages. Dans un télégramme envoyé à Albert Guérin, président du Comité France Libre d'Argentine, il écrit: "Rien ne peut nous faire plus de tort qu'une telle désunion…le rôle de Ledoux et le vôtre ne sont pas les mêmes".

« Votre télégramme du 18 janvier 1941. Votre activité doit en particulier consister à établir et entretenir des rapports avec les gouvernements et autorités locales et avec les représentants des puissances étrangères en Amérique du Sud. Ceci afin de pouvoir faire de ma part les démarches qui se révèleraient utiles ou nécessaires et aussi pour les informer de ce qui nous concerne. Quant aux Comités il faut leur laisser leur existence et leurs activités propres surtout pour ceux d'Argentine et du Chili qui marchent très bien. Cependant vous me représentez également auprès de ces Comités. Je m'en remets à vous suivant les conditions particulières à chacun d'eux pour les relier entre eux et pour stimuler ceux qui n'ont pas encore pris tout leur essor. (...) »

— Charles de Gaulle, Londres, 25 janvier 1941. (Mémoires de guerre, Charles de Gaulle).
Représentant du mouvement gaulliste et homme du général de Gaulle, utilisant la presse des pays de sa délégation pour faire connaître le mouvement de la France libre et pour convaincre leurs gouvernements de l'importance du mouvement, de sa participation à l'effort de guerre allié et de sa représentativité, adepte du passage en force, Albert Ledoux se heurte immédiatement à la diplomatie française en place, en particulier à Henri Hoppenot, ambassadeur et représentant du Gouvernement de Vichy en poste en Amérique du Sud.
Au cours des années 1941 et 1942, il s'oppose à Louis Jouvet qui, seul rescapé avec sa troupe du théâtre de l'Athénée (les autres étant presque toutes restées en zone occupée), est envoyé par le Gouvernement de Vichy en Amérique latine à grand renfort de propagande pour une tournée voulue triomphale et prouver ainsi que, malgré la défaite, le France existait encore, qu'elle était unie et que son gouvernement était légitime. Albert Ledoux mène alors une campagne très active reprochant à Louis Jouvet de ne pas avoir "pris parti" et de ne pas se "désolidariser publiquement de la politique collaborationniste du gouvernement français". La tournée devient en 1942 un enjeu majeur dans la politique culturelle vichyste, et provoque de vives discussions à l'intérieur du gouvernement.
Condamné par la Gestapo et Vichy au retrait de sa nationalité française le 16 juin 1941, son poste est transformé par le général de Gaulle en 1942 en celui de délégué du Comité national français pour l'Argentine, le Brésil, le Chili, le Paraguay et l’Uruguay avec résidence à Montevideo, puis à Rio de Janeiro.
En 1943, devant le ralliement de nombreux diplomates de la dernière heure, la victoire alliée se profilant à l'horizon, il ne s'entend pas avec le Commissariat aux Affaires étrangères, nouvel organe central de la diplomatie de la France Libre, à son sens devenu bien trop bureaucratique, lent et pas assez combattant, en la personne de son représentant René Massigli, nouvel homme fort et véritable ministre des Affaires étrangères, lui-même fraîchement rallié.
Ledoux tarde à obtenir une nouvelle affectation depuis la désignation de son successeur par le Comité français de Libération nationale.
C'est ainsi que le 7 décembre 1943, le général De Gaulle s'adresse au commandant Geoffroy de Courcel, fidèle depuis l'appel du 18 juin, pour lui confier une mission de rappel à l'ordre destinée à apporter son soutien total à son ancien représentant. De Gaulle n'apprécie pas le temps qui est mis pour le charger d'une nouvelle représentation.

« Dire à M. Massigli que je ne puis comprendre la façon vraiment désobligeante et injuste dont est traité M. Ledoux (...). Où va-t-il être employé ? Je suis contrarié pour M. Massigli lui-même, que le sort fait à nos agents en Amérique du Sud paraisse être une sorte de revanche des gens certes pas mieux qualifiés au point de vue technique et certainement beaucoup moins du point de vue national. »

Le Général souhaite une solution rapide, et dans les plus courts délais, confirmant sa totale confiance en Albert Ledoux.
Rappelé à Alger en 1944, il devient, malgré son souhait, à la demande personnelle du Général, directeur du personnel au Commissariat aux Affaires étrangères, poste très exposé en ces temps de reconstruction, qu'il gardera à Paris après la Libération.
Tout premier maillon de la chaîne qui verra se reconstruire sur le territoire étranger une diplomatie française gaulliste à partir de la défaite de juin 40, Albert Ledoux restera le premier et étonnamment le seul diplomate de carrière parmi les représentants du général de Gaulle à l'étranger de juin 1940 à février 1942. Devenu dès les premiers jours de la dissidence, par l'absence de toute autre représentation organisée, l'unique diplomate en poste à l'étranger directement rattaché au Général et son représentant personnel sur un continent entier couvrant un ensemble important de pays avec autant de comités nationaux, afin d'en centraliser les actions autour de la personne du Général, il peut être considéré en août 1940 et dans les mois qui suivirent, comme le tout premier ministre d'un gouvernement dissident en exil qui n'a d'autre légitimité à cette date que le soutien de l'Angleterre.
En ce sens, issue d'un corps diplomatique par nature très conservateur et prudent, sa démission très visionnaire dès les jours qui suivirent l'appel du 18 juin, et son travail de construction sur le terrain d'une véritable représentation nationale parallèle, en dehors de celle de l’État français, sur l'ensemble d'un continent étranger non impliqué militairement dans la guerre, est un exemple très représentatif de la volonté gaullienne visant à établir au plus vite sa légitimité en dehors du territoire national avec l'aide de la poignée de Français libres présents à cette date.

« En m'envolant vers l’équateur, le 14 mars, j'avais cette fois le sentiment que la France Libre disposait d'une armature valable. Notre Conseil de Défense de l'Empire, pour dispersés que furent ses membres, formait un ensemble estimable et cohérent, reconnu, d'ailleurs, dès le 24 décembre 1940 par le Gouvernement britannique. À Londres, notre administration centrale s'était affirmé [...] En Orient, Catroux, en Afrique, Larminat, avaient les affaires bien en mains. Sous l'impulsion de Garreau-Dombasle pour les États-Unis, de Ledoux pour l'Amérique du Sud, de Soustelle pour l'Amérique centrale, de d'Argenlieu et de Martin-Prével pour le Canada, nos délégations s'implantaient partout dans le Nouveau Monde. Nos comités à l'étranger ne cessaient de se développer, en dépit de l'action exercée sur place par les représentants de Vichy, de la malveillance de la plupart des notables français et des querelles habituelles à nos compatriotes. L'Ordre de la Libération, que j'avais institués à Brazzaville, le 16 novembre 1940, et organisés à Londres, le 29 janvier 1941, suscitait, parmi les français libres, une émulation de la plus haute qualité. Enfin, nous sentions, par-dessus la mer, la France regarder vers nous. »

— (Mémoires de guerre, Charles de Gaulle, L'Appel).
Peu compréhensif de la politique de rassemblement prônée par le général de Gaulle vers la fin de la guerre et au maintien d'anciens fonctionnaires de Vichy, il se fait de nombreux ennemis au sein de la diplomatie française, position qui, après le départ du général de Gaulle, le tiendra à l'écart des grands postes de la diplomatie auxquels il était pourtant promis. Chargé de mission en Amérique du Sud en mars 1945, il est nommé, en septembre de la même année, ambassadeur de France à Lima, puis en mars 1949, ambassadeur de France à Montevideo. Au retour du général de Gaulle en 1958, il est promu ambassadeur de France en Norvège, puis en 1960 ambassadeur de France au Danemark, poste qu'il gardera jusqu'en 1965 lors de sa mise en retraite atteint par la limite d'âge.
Proche de Paul Claudel et de Georges Bernanos, Albert Ledoux a entretenu, pendant la guerre, avec ce dernier une longue correspondance.

## Distinctions
Albert Ledoux est commandeur de la Légion d'honneur, titulaire de la Croix de guerre 1939-1945 et de la Médaille de la résistance.

## Famille et postérité
Albert Ledoux a épousé en 1932 Geneviève Birot (1894-1971), dont le frère Pierre Birot fut un des grands spécialistes français des écritures cunéiformes. Son fils Pierre Ledoux, ingénieur de l'école centrale Paris, mari d'Agnès Détrie, dont l'arrière-grand-père le général Paul Alexandre Détrie (1828-1899) remporta la bataille de Cerro del Borrego (guerre du Mexique). Son grand-oncle le général Paul Détrie (1872-1962).

## Source
- Direction des Archives du Ministère des Affaires étrangères, collection Diplomatie et Histoire par Colette Barbier, Henri Hoppenot, chapitre IV : L'Exil, pages 192 à 259.